# Papa ou Maman
Pour les articles homonymes, voir Papa ou Maman (homonymie).
Série
Papa ou Maman 2
(2016)
Pour plus de détails, voir Fiche technique et Distribution.
Papa ou Maman est une comédie française réalisée par Martin Bourboulon, sortie en 2015.
Le film met en scène Vincent et Florence Leroy qui sont parents de trois enfants. Mariés, heureux et amoureux. Au début du film, ils décident d'annoncer une grande nouvelle à leurs amis : leur divorce ! Ils sont tous deux décidés à garder leurs enfants auprès d'eux jusqu'à l'annonce de deux grandes nouvelles professionnelles : ils sont mutés chacun à l'autre bout du monde dans le poste de leur rêve. Seul bémol : ils ne peuvent pas emmener les enfants. Un combat sans relâche va alors commencer pour savoir qui n'obtiendra pas la garde, et ils sont motivés, déterminés autant l'un que l'autre à sauver leur avenir professionnel. Mais jusqu'où vont-ils aller, au détriment de leurs enfants ? Ces derniers finissent par se rebeller.
Le film a été présenté en compétition lors du Festival international du film de comédie de l'Alpe d'Huez en janvier 2015.

## Synopsis
Florence et Vincent, ayant réussi dans leurs carrières, décident de divorcer. Ils discutent de leur séparation avec leurs amis, mais n'ont pas encore informé leurs enfants. Vincent emmène les enfants et leur demande de rentrer car il a des nouvelles importantes à leur annoncer. Florence, qui récupère leur fils aîné après qu'il a jeté un yaourt sur un professeur, ne parvient pas à leur annoncer la nouvelle pendant le repas.
Vincent, médecin, a une aventure avec une nouvelle infirmière, laissant Florence seule. Florence, cheffe de chantier, apprend de son collègue qu'il a reçu une promotion et son patron, reconnaissant son excellent travail, la propose pour un poste au Danemark. Florence découvre la nouvelle petite amie de Vincent à l'hôpital. Lors de l'audience pour leur divorce, Florence et Vincent se disputent au sujet de la garde des enfants. Le juge leur conseille de trouver un accord.
Ils annoncent finalement le divorce aux enfants, leur expliquant que la famille restera unie, mais pas sous le même toit. Les enfants sont confus par la séparation. Florence, qui prépare des nouilles pour les enfants, les enduit par erreur de liquide vaisselle, provoquant une indigestion. Vincent découvre l'incident et comprend la faute de Florence.
Avec une garde alternée, Vincent doit dormir dans la même chambre que son fils, tandis que Florence se rend à une fête avec sa fille pour surveiller le petit ami de cette dernière, et danse avec les adolescents. Florence, en tenue provocante, organise un dîner avec ses enfants et son patron, feignant une relation amoureuse avec lui, mais les enfants n'approuvent pas.
Vincent achète une nouvelle maison près d'une voie ferrée et d'une route fréquentée, et y emmène sa mère et ses enfants. Lors de l'anniversaire de leur fils, Vincent s'invite à la fête organisée par Florence. Une dispute éclate entre eux, se poursuivant dans toute la maison, et ils finissent par s'embrasser dans la chambre. Les enfants partent le lendemain.
Un incendie se déclare dans la maison de Vincent. Florence et Vincent récupèrent les enfants, mais l'incendie a gravement endommagé la maison. Les papiers du divorce sont signés, et Florence part avec les enfants pour le Danemark. Sept mois plus tard, Vincent se rend au Danemark, et découvre Florence enceinte.

## Fiche technique
- Titre : Papa ou Maman
- Réalisation : Martin Bourboulon
- Scénario : Guillaume Clicquot de Mentque, Matthieu Delaporte, Jérôme Fansten et Alexandre de La Patellière
- Musique : Jérôme Rebotier
- Montage : Virginie Bruant
- Photographie : Laurent Dailland
- Décors : Stéphane Taillasson
- Production : Dimitri Rassam et Alexandre de La Patellière
  - Coproduction : Romain Le Grand, Matthieu Delaporte, Serge de Poucques, Sylvain Golberg, Adrian Politowski et Gilles Waterkeyn
  - Production associée : Jonathan Blumental
- Sociétés de production : Chapter 2 ; coproduction : Pathé, M6 Films, Jouror Films, Fargo Films, Nexus Factory et UMedia ; association : SofiTVciné 1
- Société de distribution : Pathé Distribution
- Pays de production :  France
- Genre : comédie
- Durée : 85 minutes
- Date de sortie :
  - France : 4 février 2015

## Distribution
- Marina Foïs : Florence Leroy
- Laurent Lafitte : Vincent Leroy

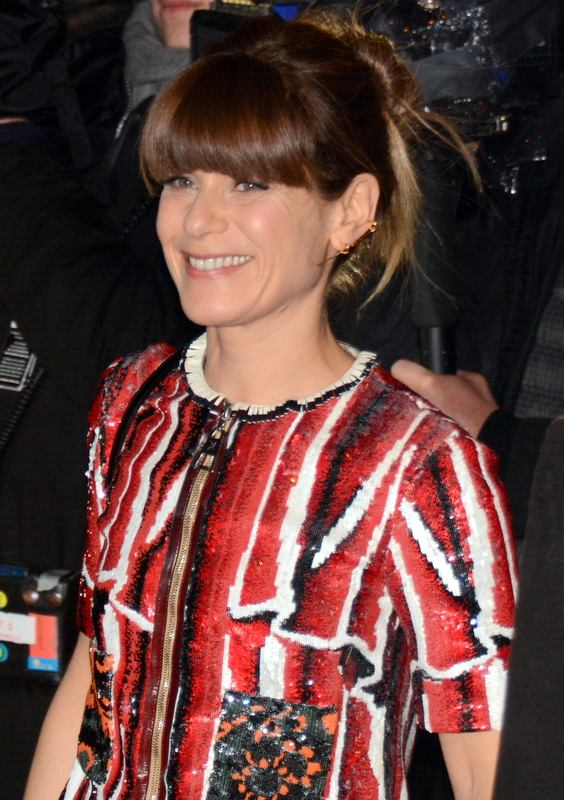
L'actrice principale Marina Foïs, l'année de sortie du film.

- Alexandre Desrousseaux : Mathias Leroy
- Anna Lemarchand : Emma Leroy
- Achille Potier : Julien Leroy
- Judith El Zein : Virginie
- Michaël Abiteboul : Paul
- Vanessa Guide : Marion
- Michel Vuillermoz : M. Coutine
- Anne Le Ny : le Juge
- Yves Verhoeven : Henri
- Yannick Choirat : Xavier
- Sloan-Perry Ambassa : L'hôtesse
- Jean-Baptiste Fonck : Simon
- Lilly-Fleur Pointeaux : Elodie
- Anne Le Nen : la monitrice de Krav-Maga

## Production

### Lieux de tournage
Sauf indication contraire, les informations mentionnées dans cette section peuvent être confirmées par la base de données cinématographiques IMDb,  présente dans la section « Liens externes ».
Le film a été tourné en Seine-Maritime :
- À Varengeville-sur-Mer
- À Pourville
- À Dieppe

## Musique
Sauf indication contraire, les informations mentionnées dans cette section peuvent être confirmées par le générique de fin de l'œuvre audiovisuelle présentée ici, ainsi que par la base de données cinématographiques IMDb,  présente dans la section « Liens externes ».
- Modern Love par Robots and friends, puis David Bowie de 1983, durée : 4 min 20 s (Vincent poursuit Florence à travers la résidence en fête, lors du réveillon de 2000 ; Vincent poursuit Florence à travers la maison après qu'ils ont gâché le fête d'anniversaire de Julien).
- Electric Life par Sacha, durée : 3 min 32 s.
- Ready Step Go par Robots and friends, durée : 3 min 56 s (Vincent et Florence quittent le palais de justice contrariés, Vincent et Marion entament une liaison amoureuse, Florence médite face à la mer et doit faire les corvées ménagères le soir à la maison ; 2e partie du générique de fin).
- Le Messie de Haendel de 1741
- One last time d'Eric Peter Goldman.
- Luo Drums de David Bradnum.
- Arcade Z de Fabien Cahen.
- Lose em in the night de Justin Tapp.
- Move.
- Jump Up par Paul Fletcher et Marc Williams, durée : 2 min 47 s.
- Got it like that de Darcus Knoght et George McFarlane.
- I will be there de John Hunter junior, Jonathan Slott et Nicolas Seeley.
- Quintette à vent no 2 en mi bémol majeur, op. 88 d'Antoine Reicha - Poco Andante.
- Quintette à vent no 6 en mi bémol majeur, op. 91 d'Antoine Reicha - Final.
- Wild True Love par Robots and friends, durée : 1 min 49 s.
- Island spices par Aaron Wheeler.
- This Head I Hold (en) par Electric Guest de 2012, durée : 2 min 58 s (début du générique de fin).

### Bande originale
Musiques non mentionnées dans le générique
Par Jérôme Rebotier :
- Papa ou maman, durée : 1 min 30 s.
- La discussion, durée : 1 min 31 s.
- Le chantier, durée : 1 min 22 s.
- L'annonce, durée : 1 min 41 s.
- La promotion, durée : 2 min 15 s.
- Insomnie, durée : 37 s.
- Le lycée, durée : 30 s.
- La déclaration de guerre, durée : 43 s.
- Le match, durée : 29 s.
- Un réveil douloureux, durée : 26 s.
- L'explication, durée : 30 s.
- Les échecs, durée : 51 s.
- Le footing, durée : 38 s.
- Après l'amour, durée : 2 min 6 s.
- Le feu, durée : 38 s.
- Le divorce, durée : 2 min 40 s.

## Accueil

### Accueil critique
Globalement, le film reçoit des critiques positives, et obtient, sur le site Allociné, la note moyenne de 3,4/5 basé sur les critiques spectateurs, et 3,6/5 basé sur 24 titres de presse, tandis que le site IMDb lui attribue la note de 6,1/10.
Le film est « criant de vérité et truffé d'humour noir et vachard comme on aime » selon Femme Actuelle, mais « manque hélas de conviction hargneuse » d'après Le Monde. La majorité des critiques sont cependant positives.

### Box-office
Le film est un véritable succès en France, puisqu'il a engendré au total 2 744 918 entrées après sept semaines d'exploitation. Dans le reste du monde, le film a remporté environ 21 834 562 euros de recettes[réf. nécessaire].

## Distinctions

### Récompense
- 2015 : Prix du public au 15e Festival de l'Alpe d'Huez[3].

## Autour du film

### Suite
La suite du film, intitulée Papa ou Maman 2, sort sur les écrans en France le 7 décembre 2016.

### Adaptations
Mamma o papà? (it), le remake italien du film, est sorti dans les cinémas le 14 février 2017.
Le 16 février 2017 est sortie une adaptation allemande du film intitulée Schatz, nimm du sie! (« Chérie, prends-les ! »).
Depuis le 6 décembre 2018 est diffusée sur M6 une version télévisée par les auteurs du film, intitulé Papa ou Maman avec Florent Peyre et Émilie Caen dans les rôles principaux.